# عادل أدهم
عادل أدهم (8 مارس 1928 - 9 فبراير 1996)، ممثل مصري معروف ومشهور برع في أداء الشخصيات ذات الطابع الدرامي والأدوار الشريرة في السينما المصرية.

## عن حياته
ولد في حي الجمرك البحري بالإسكندرية في 8 مارس عام 1928، وكان والده موظفا كبيرا بالحكومة ووالدته تركية الأصل ، وقد ورثت عن أبيها شاليهين في سيدي بشر. وانتقلت الأسرة للإقامة هناك وكان عادل صغيرا وما زال في المدرسة الابتدائية وكان يمارس رياضة ألعاب القوى ثم اختار رياضة الجمباز وكان متفوقا فيها بين زملائه، ومارس أيضا رياضة الملاكمة والمصارعة والسباحة. ولقد ذاع صيته في الإسكندرية وأطلق عليه لقب «البرنس».
ترك الرياضة واتجه إلى التمثيل وشاهده أنور وجدي وقال له «أنت لا تصلح إلا أن تمثل أمام المرآة»، ثم اتجه إلى الرقص وبدأ يتعلم الرقص مع علي رضا.

### حياته الفنية
بدايته في السينما كانت في عام 1945 في فيلم ليلى بنت الفقراء، حيث ظهر في دور صغير جدا كراقص، ثم كان ظهوره الثاني في مشهد صغير في فيلم «البيت الكبير»، ثم عمل كراقص أيضا في فيلم «ماكانش عالبال» عام 1950، ثم ابتعد عن السينما واشتغل في سوق بورصة القطن، وظل يمارسها إلى أن أصبح من أشهر خبراء القطن في بورصة الإسكندرية. وبعد التأميم ترك سوق البورصة وفكّر في السفر، وأثناء إعداده أوراق السفر تعرف على المخرج أحمد ضياء حيث قدّمه في فيلم «هل أنا مجنونة؟» في عام 1964، ثم قدُم العديد من الأدوار التي تميزت بخفة الظل، ومنها دوره في «أخطر رجل في العالم»، «العائلة الكريمة»، ومع إيمان المخرجين بموهبته بدأوا يمنحونه أدواراً أكثر صعوبة دارت معظمها في إطار اللص أو الشرير.
شارك في بطولة العديد من الأفلام، ومن أهمها: فيلم «الجاسوس» عام 1964، وفيلم «جناب السفير» عام 1966، وفيلمي «أخطر رجل في العالم» و«السمان والخريف» عام 1967، وفيلمي «ثرثرة فوق النيل» و«القتلة» عام 1971، وفيلم «المذنبون» عام 1975، وفيلم «طائر الليل الحزين» عام 1977، وفيلم «الشيطان يعظ» عام 1981، وأفلام «الراقصة والطبال» و«الفرن» و«المجهول» عام 1984، وفيلم «سوبر ماركت» عام 1990، وكان آخر فيلم قدمه هو فيلم «علاقات مشبوهة» عام 1996.

## أفلامه
| السنة | الأفلام                                                                                                |
| ----- | --- |
| 1945  | ليلى بنت الفقراء                                                                                       |
| 1949  | البيت الكبير - جواهر                                                                                   |
| 1950  | ماكانش عالبال                                                                                          |
| 1964  | هل أنا مجنونة - فتاة شاذة - العائلة الكريمة - الجاسوس                                                  |
| 1965  | تاكسي - المغامرون الثلاثة - المدير الفني - العنب المر - الخائنة                                        |
| 1966  | فارس بني حمدان - جناب السفير                                                                           |
| 1967  | أخطر رجل في العالم - نورا - السمان والخريف                                                             |
| 1968  | سارق الملايين - أيام الحب - أفراح - كيف تسرق القنبلة الذرية                                            |
| 1969  | يوم واحد عسل - هي والشياطين                                                                            |
| 1970  | لصوص على موعد - حرامي الورقة - الثعلب والحرباء - الأشرار                                               |
| 1971  | ثرثرة فوق النيل - القتلة - سيدة الأقمار السوداء - موسيقى وجاسوسية وحب - يمكنك أن تفعل الكثير بسبع نساء |
| 1972  | الزائرة - امتثال                                                                                       |
| 1973  | المرأة التي غلبت الشيطان - ملكة الحب                                                                   |
| 1975  | نساء ضائعات - لقاء مع الماضي - صراع الشياطين - المذنبون - الحب تحت المطر - الأنثى والذئاب              |
| 1976  | حافية على جسر الذهب - نساء تحت الطبع - ليتني ما عرفت الحب - حكمتك يا رب - أمواج بلا شاطئ               |
| 1977  | طائر الليل الحزين - آه يا ليل يا زمن                                                                   |
| 1978  | رجل بمعنى الكلمة - البؤساء - أسياد وعبيد - أريد حبا وحنانا - إبليس في المدينة                          |
| 1979  | لعنة الزمن - دعوني أنتقم - خطيئة ملاك - حياتي عذاب - الأيدي القذرة - أقوى من الأيام                    |
| 1980  | بذور الشيطان - أين تخبئون الشمس - الحب وحده لا يكفي - فلات فوت في مصر                                  |
| 1981  | أنا المجنون - القرش - الشيطان يعظ                                                                      |
| 1982  | السلخانة                                                                                               |
| 1983  | وداد الغازية - برج المدابغ - المدمن                                                                    |
| 1984  | الفرن - الراقصة والطبال - اثنين على الطريق - كلاب الحراسة - المجهول - النصابين                         |
| 1985  | صفقة مع امرأة - صاحب الإدارة بواب العمارة - السيد قشطة - الحلال والحرام - الثعابين                     |
| 1986  | الانتقام - عصر الذئاب - رجل لهذا الزمان                                                                |
| 1987  | ثمن الغربة - بستان الدم - العملاق                                                                      |
| 1989  | جحيم تحت الماء - الحقونا                                                                               |
| 1990  | سوبر ماركت                                                                                             |
| 1991  | نور العيون                                                                                             |
| 1994  | عنتر زمانه - سواق الهانم - الراية حمرا                                                                 |
| 1996  | علاقات مشبوهة                                                                                          |

## جوائز
حصل عادل أدهم على عدة جوائز ومنها من الهيئة العامة للسينما، ومن الجمعية المصرية لكتاب ونقاد السينما، وكذلك من الجمعية المصرية لفن السينما. وفي عام 1985 حصل على جائزة في مهرجان الفيلم العربي بلوس أنجلوس في أمريكا، وكرم في مهرجان الإسكندرية السينمائي الدولي عام 1994، والمهرجان القومي الثاني للأفلام المصرية عام 1996.
أطلق عليه لقب «برنس السينما المصرية». حيث أبدع في جميع أدواره التي جسدها وكان أبرع أدواره في فيلم «المجهول» مع الممثلة سناء جميل.

## وفاته
توفي عادل أدهم في يوم الجمعة الموافق 9 فبراير، عام 1996 الموافق أيضًا 19 رمضان عام 1416 هـ عن عمر ناهز 67 عامًا، في مستشفى الجلاء العسكري الواقعة في طريق صلاح سالم، وكان سبب وفاته وجود كثيف للمياه بالرئتين والذي أدى إلى التهاب مرير واكتشاف سرطان العظام مؤخرًا، ثم توفي على إثره فور وضع حقنة البنج في ظهره.

## وصلات خارجية
- عادل أدهم على موقع أرشيف الشارخ.
- عادل أدهم على موقع IMDb (الإنجليزية)
- عادل أدهم على موقع الدهليز
- عادل أدهم على موقع قاعدة بيانات الأفلام العربية
- عادل أدهم على موقع قاعدة بيانات الفيلم (الإنجليزية)
- عادل أدهم على موقع كينوبويسك (الروسية)
- صفحة لعادل أدهم في موقع مكتبة الأسكندرية
- نبذه وصور لعادل أدهم على موقع ماشي
- السينما المصرية مازالت تبحث عن بديل للشرير المحبوب عادل أدهم في جيل الشباب